# Alexander-Kenneth Nagel
Alexander-Kenneth Nagel (* 28. Juli 1978 in Merseburg) ist ein deutscher Religionswissenschaftler.

## Biographie
Alexander-Kenneth Nagel wurde am 28. Juli 1978 in Merseburg (Saale) geboren. Zwei Jahre später reisten seine Eltern mit ihm in die Bundesrepublik Deutschland aus, wo er in Berlin und Bremen aufwuchs. Nach dem Besuch des Kippenberg-Gymnasiums in Bremen studierte er in den Jahren 2000 bis 2005 Religionswissenschaft und Soziologie an der Universität Bremen und schloss beide Studiengänge mit einem Diplom ab. Im Jahr 2008 wurde er mit einer Arbeit zur institutionellen Verfassung von Politiknetzwerken zum Dr. rer. pol. promoviert. Von 2009 bis 2014 war Nagel Juniorprofessor und später Universitätsprofessor an der Universität Bochum. Seit 2015 ist er Professor für Religionswissenschaft mit dem Schwerpunkt sozialwissenschaftliche Religionsforschung an der Universität Göttingen.

## Forschungsschwerpunkte
Religion und Migration: Zu diesem Forschungsschwerpunkt gehören zum einen religionsvergleichende Perspektiven auf die zivilgesellschaftlichen Potentiale religiöser Migrantenselbstorganisationen, etwa im Rahmen der NRW-Nachwuchsgruppe "Religion vernetzt – Zivilgesellschaftliche Potentiale religiöser Vergemeinschaftung" (2009 bis 2014). Hier tritt Nagel für einen potentialorientierten Ansatz ein, der die Angebote und Vernetzungen religiöser Migrantengemeinschaften in den Blick nimmt. Zum anderen hat er sich mit dem Wandel religiöser Vorstellungen, Praktiken und Gemeinschaftsformen im Kontext von Migration und Flucht beschäftigt.
Interreligiöse Dialoge in religionssoziologischer Perspektive: Auf der Grundlage qualitativer empirischer Forschung hat sich Nagel um die Systematisierung interreligiöser Aktivitäten im deutschen Sprachraum bemüht. Dazu gehörte u. a. die typologische Erfassung verschiedener Formate (z. B. interreligiöse Nachbarschaftstreffs im Unterschied zu Friedensgebeten), Motivationslagen und Interaktionsmuster. Seine neueren Arbeiten beschäftigen sich v. a. mit dem Phänomen der interreligiösen Governance religiöser und kultureller Diversität. Hier hat sich Nagel kritisch mit der integrationspolitischen Indienstnahme interreligiöser Initiativen auseinandergesetzt.
Öffentliche Einrichtungen und religiöse Pluralisierung: Im Rahmen eines Pilotprojekts zu "Religiöser Diversität in Flüchtlingsunterkünften" ist Nagel zu dem Schluss gelangt, dass öffentliche Einrichtungen auf die Zunahme nicht-christlicher Religionen mit einer engen Lesart religiöser Neutralität reagieren. Ein weiterer Arbeitsbereich sind Räume der Stille als Artefakte zur Governance religiöser und kultureller Diversität, z. B. im Krankenhaus- und Hochschulkontext.
Religiose Wohlfahrtsproduktion und Religionskompetenzen: Bereits in seiner religionswissenschaftlichen Diplomarbeit hat sich Nagel mit den sozialpolitischen Rahmenbedingungen religiöser Wohlfahrtsproduktion in den USA auseinandergesetzt. Es folgten Arbeiten zur interreligiösen und interkulturellen Öffnung konfessioneller Wohlfahrtsverbände. Seit 2019 hat sich Nagel verstärkt in Debatten über religionssensible Soziale Arbeit eingebracht und dabei für ein Verständnis von Religionskompetenz argumentiert, das religiöse Prägungen im Kontext mit anderen Differenzdimensionen wahrnimmt.
Moderne Apokalyptik: In diesem Forschungsschwerpunkt fragt Nagel nach der Ausprägung apokalyptischer Naherwartung in modernen Gesellschaften. Dazu hat er die apokalyptische Grundierung verschiedener Krisendiskurse untersucht, von der ökologischen Krise über die Krise des Nationalstaats bis zur Corona-Krise. Seit 2019 arbeitet er zu apokalyptischen Motiven, Stil und Rhetorik in der deutschen Prepper-Community.

## Veröffentlichungen
- Corona und andere Weltuntergänge. Apokalyptische Krisenhermeneutik in der modernen Gesellschaft. Bielefeld: Transcript 2021.
- Engagement für Geflüchtete – eine Sache des Glaubens? Die Rolle der Religion für die Flüchtlingshilfe. Gütersloh: Bertelsmann-Stiftung 2017. Gemeinsam mit Yasemin El-Menouar.
- Religiöse Pluralisierung: Herausforderung für konfessionelle Wohlfahrtsverbände. Stuttgart: Kohlhammer 2015. Gemeinsam mit T. Jähnichen und K. Schneiders.
- Religiöse Netzwerke: Die zivilgesellschaftlichen Potentiale religiöser Migrantengemeinden. Bielefeld: Transcript 2015.
- Diesseits der Parallelgesellschaft. Neuere Studien zu religiösen Migrantengemeinden in Deutschland. Bielefeld: Transcript 2012.
- Politiknetzwerke und politische Steuerung. Institutioneller Wandel am Beispiel des Bologna-Prozesses. Frankfurt/Main: Campus 2009 (= Staatlichkeit im Wandel, Bd. 12).
- Apokalypse. Zur Soziologie und Geschichte religiöser Krisenrhetorik. Frankfurt/M.: Campus 2008. Gemeinsam mit B. Schipper und A. Weymann.
- Charitable Choice – Religiöse Institutionalisierung im öffentlichen Raum. Religion und Sozialpolitik in den USA. Münster: LIT 2006 (= Religion in der pluralen Welt, Bd. 4).